# Sharon Weston Broome
Sharon Weston Broome, née le 1er octobre 1956 à Chicago, est une femme politique américaine, membre du Parti démocrate. Elle siège à la Chambre des représentants de Louisiane de 1992 à 2005 puis au Sénat de Louisiane de 2005 à 2016 et présidente pro tempore de ces deux chambres. De 2017 à 2025, elle est maire-présidente de la ville-paroisse de Baton Rouge, la première femme afro-américaine à occuper cette fonction.

## Enseignante et journaliste
Avant d'entrer en politique, Sharon Broome, originaire de Chicago dans l'Illinois, est enseignante auxiliaire à la Manship School of Mass Communication de l' université d'État de Louisiane (LSU), au Collège communautaire de Baton Rouge et à la Southern University. Elle travaille comme journaliste pour la station de télévision WBRZ-TV pendant cinq ans.

## Représentante du Parti démocrate dans les deux chambres
De 1992 à 2004, Broome, du parti démocrate, est membre de la Chambre des représentants de Louisiane pour le district 29. De 1996 à 2003, elle est présidente de la commission municipale, paroissiale et des affaires culturelles. De janvier 2004 à janvier 2005, Broome est présidente pro tempore de la Chambre, la première femme à occuper ce poste.
En 2002, Broome présente la résolution concurrente de la Chambre (HCR) 74 qui condamnait le darwinisme comme justifiant le racisme et le nazisme. Le projet de loi est amendé pour supprimer les allusions à Darwin et adopté.  
De 2005 à 2016, elle est membre du Sénat de Louisiane pour le 15e district et est présidente pro tempore de cette assemblée de janvier 2008 à janvier 2016.
En 2011, elle est élue pour un deuxième mandat complet au Sénat sans opposition.
En 2012, elle soutient un projet de loi obligeant les médecins à laisser une femme entendre les battements de cœur du fœtus (le cas échéant) avant de pratiquer un avortement. Le projet de loi est promulgué par le gouverneur républicain de Louisiane, Bobby Jindal, le 8 juin 2012.

## Maire de Baton Rouge

### Élection de 2016
Ne pouvant prétendre à un troisième mandat au Sénat, Sharon Broome, membre du conseil métropolitain pendant deux décennies, se présente en 2016 à la succession de Kip Holden en tant que maire-présidente de la ville-paroisse de Baton Rouge. Elle est élue au second tour le 10 décembre face au sénateur républicain Bodi White avec 52 % des voix. Elle prend ses fonctions le 2 janvier 2017.

### Élection de 2020
Sharon Broome se présente à sa propre succession fin 2020, en pleine pandémie de covid-19. Peu soutenue, Broome fait face à six adversaires déclarés. Aucun candidat n'ayant obtenu la majorité au premier tour, un second tour est organisé autour des deux candidats les mieux placés : la maire sortante et le républicain Stephen Franck Carter,. L'élection s'annonce serrée et en faveur de Carter mais Broome obtient 57 % des voix. Le finaliste Carter décède deux mois plus tard de complications liées à son infection à la covid-19.

### Élection de 2024
Sharon Broome se présente pour un troisième mandat à la mi-juillet 2024 face à huit autres candidats. Deux d'entre eux se désistent durant l'été : le candidat indépendant Gregory Taylor et la candidate républicaine Tammy Brook. Un forum des quatre candidats les mieux placés pour remporter le scrutin sur la base d'un sondage réalisé fin août se tient à Baton Rouge le 11 septembre 2024. Il réunit la maire sortante (29 % des voix), le républicain Sid Edwards (23 %), le démocrate Ted James (23 %) et Steve Mayers (3 %) qui s'est inscrit comme républicain. L'élection est fixée au 5 novembre 2024. Selon un sondage commandé par le Comité d'action politique affilié à la Chambre de commerce de Baton Rouge, le candidat Ted James devancerait la maire sortante (29 % des voix contre 28 %), Sid Edwards arrivant en troisième position avec 22 % des voix. Mais 16 % des électeurs se disent indécis. Ce sondage est démenti le 5 novembre au soir avec l'arrivée, en tête, du républicain Sid Edwards avec 34 % des voix, Sharon Broome recueillant quant à elle 31 % des voix et Ted James 28 % des voix. Un second tour est fixé au 7 décembre. Sid Edwards, un nouveau venu en politique, le remporte avec 54 % des voix, alors que Ted James avait appelé à voter pour la candidate sortante. 
Fin décembre 2024, elle accorde une Interview à WAFB 9 où elle fait état de son bilan de 35 années de mandat politique et des menaces de mort qu'elle a eu à affronter les huit dernières années alors qu'elle était maire-présidente de Baton Rouge. Elle annonce qu'elle va désormais se tenir en retrait pour décider du « prochain chapitre de [s]a vie », évoquant la rédaction d'un livre et la tenue de conférences publiques. 

## Vie privée
Sharon Broome est mariée à Marvin Alonzo Broome. Le couple a trois enfants et trois petits-enfants.
La foi et la famille occupent une grande place dans la vie de Sharon Broome qui est membre de l'église baptiste Star Hill.